# Cipókanastero
Cipókanastero (Asthenes luizae) är en fågel i familjen ugnfåglar inom ordningen tättingar.

## Utseende och läte
Cipókanasteron är en 17 cm lång enfärgad ugnfågel. Ovansidan är gråbrun med brunare hjässa och vitaktigt ögonbrynsstreck. På stjärten syns ljust roströda yttre stjärtpennor och sotfärgade centrala. På undersidan är den vit på hakan med tunna svarta streck och mörkt kastanjebrun i en fläck på strupen, i övrigt dämpat brungrå. Sången består av en serie ljudliga vassa toner som faller i tonhöjd och avslutas avstannande. Även fylliga och metalliska drillade läten hörs.

## Utbredning och status
Fågeln förekommer i sydöstra Brasilien (Serra do Cipó i Minas Gerais). IUCN kategoriserar arten som nära hotad.

## Namn
Fågelns vetenskapliga artnamn hedrar Luiza Lencioni, fru till brasilianske ornitologen och konstnären Frederico Lencioni.